# Bandeira de Rio Claro (São Paulo)
A Bandeira de  Rio Claro é um dos símbolos oficiais do município brasileiro supracitado. Foi criada pela Lei Municipal de Rio Claro nº 1201 de 27 de maio de 1971. A bandeira tem forma retangular seguindo esteticamente as proporções da Bandeira do Brasil, isto é de 14x20m (m=módulo).

## Descrição
- O campo retangular azul reflete a sensibilidade do seu povo, coeso e digno que ama a sua terra através do cognome que lhe dera o poeta Arthur Bilac que adotara e amara Rio Claro como se fosse seu berço, "Cidade Azul dos sonhos ilibados onde os nossos ancestrais plantaram suas sementes que frutificaram em nós".
- O losango branco representa o espírito de paz que reina na conduta do seu povo, espírito consciente de que são uma célula viva, reflexo e causa do equilíbrio na contextura nacional. No trabalho desse povo, trabalho fecundo e harmônico, oriundo de todos os pontos da região, solidifica-se um só propósito de evolução e felicidade, uma felicidade organizada, uma felicidade consciente, sólida e duradoura. O losango significa ainda, pela sua forma a integração de Rio Claro na harmonia nacional.
- O brasão rio-clarense representa a presença de responsabilidade do povo, no sentido de continuar esta terra independente, senhora de seu destino e de seu progresso.[1][2]